# Städtische Strassenbahnen Bern
Die Städtische Strassenbahnen Bern, abgekürzt SSB, war von 1900 bis 1947 der Name der städtischen Dienstabteilung der schweizerischen Bundesstadt Bern, die für Tram und Trolleybus zuständig war.

## Geschichte
Im Jahre 1890 eröffnete die Berner Tramway-Gesellschaft eine erste Tramstrecke Bärengraben–Bahnhof–Friedhof mit druckluftbetriebenen Fahrzeugen eröffnete, 1894 kam eine zweite als Dampfstraßenbahn betriebene Strecke Länggasse–Bahnhof–Grosswabern hinzu. Die Städtische Strassenbahnen Bern kaufte zum 1. Januar 1900 die privatrechtlich organisierte Berner Tramway-Gesellschaft (BTG) zurück. Der Kauf wurde durch einen Volksentscheid beschlossen, der auch die Umstellung auf elektrischen Betrieb beinhaltete, sodass 1901 das Dampftram und 1902 das Lufttram auf elektrischen Betrieb umgestellt wurde. Bereits ab dem Juli des gleichen Jahres fuhren elektrische Tram auf der Netzerweiterungen Breitenrain–Zeitglocken–Burgernziel, 1908 kam die Strecke Bahnhof–Brückfeld dazu.
Im Jahre 1902 wurden erstmals über 6 Mio. Fahrgäste und im 1909 über 10 Mio. Fahrgäste gezählt. 1912 wurden die Linien neu verknüpft, doch im selben Jahr wurde abermals eine neue Nummerierung der Linien eingefügt. wobei bei dieser Version die einzelnen Linien für die Hin- und Rückfahrt unterschiedliche Nummern erhielten. Das System wurde wieder abgeschafft, war aber der Grund, weshalb es bis 2010 in Bern keine geraden Liniennummern gab. Für die 1914 stattfindende Schweizerische Landesausstellung 1914 in Bern wurde das Rollmaterial aufgestockt.
Mit der Eröffnung der Strecke ins Fischermätteli gab es 1923 abermals eine Verlängerung des Streckennetzes. 1930 wurde nach dem Umbau des Bubenbergplatzes ein neuer Netzplan mit 12 Linien erstellt – so viele Linien sollte es bei den späteren Plänen nie mehr geben. Das Streckennetz erreichte 1932 eine Länge von 18,2 km, was für lange Zeit die grösste Ausdehnung des Tramnetz in Bern war.
Ab 1940 betrieb die Städtische Strassenbahnen Bern auch Trolleybusse, die erste Linie führte vom Bärengraben zur Schosshalde und wurde 1941 bis zum Hauptbahnhof verlängert, womit sie die Linie 1 der Strassenbahn ersetzte.
Auf den 1. September 1947 legte die Stadt die Städtische Strassenbahnen Bern mit der Stadt-Omnibus Bern (SOB) zusammen und nannte sie fortan Städtische Verkehrsbetriebe Bern (SVB).
| Linie | Strecke                           | Bemerkung                                                                                  |
| ----- | --------------------------------- | ------------------------------------------------------------------------------------------ |
| I     | Bärengraben–Bahnhof–Friedhof      | ursprünglich Druckklufttram System Louis Mékarski, übernommen von BTG, elektrifiziert 1901 |
| II    | Länggasse–Bahnhof–Grosswabern     | ursprünglich Dampfstrassenbahn, übernommen von BTG, elektrifiziert 1901                    |
| III   | Breitenrain–Zytglogge–Burgernziel | eröffnet 1901, elektrischer Betrieb                                                        |
| IV    | Bahnhof–Brückfeld                 | eröffnet 1908, elektrischer Betrieb                                                        |

| Linie | Strecke                      | Bemerkung  |
| ----- | ---------------------------- | ---------- |
| A     | Bärengraben–Bahnhof–Friedhof | wie bisher |
| B     | Morillon–Papiermühlestrasse  |            |
| C     | Länggasse–Burgernziel        |            |
| D     | Wabern–Brückfeld             |            |